# قناة إلبلاج

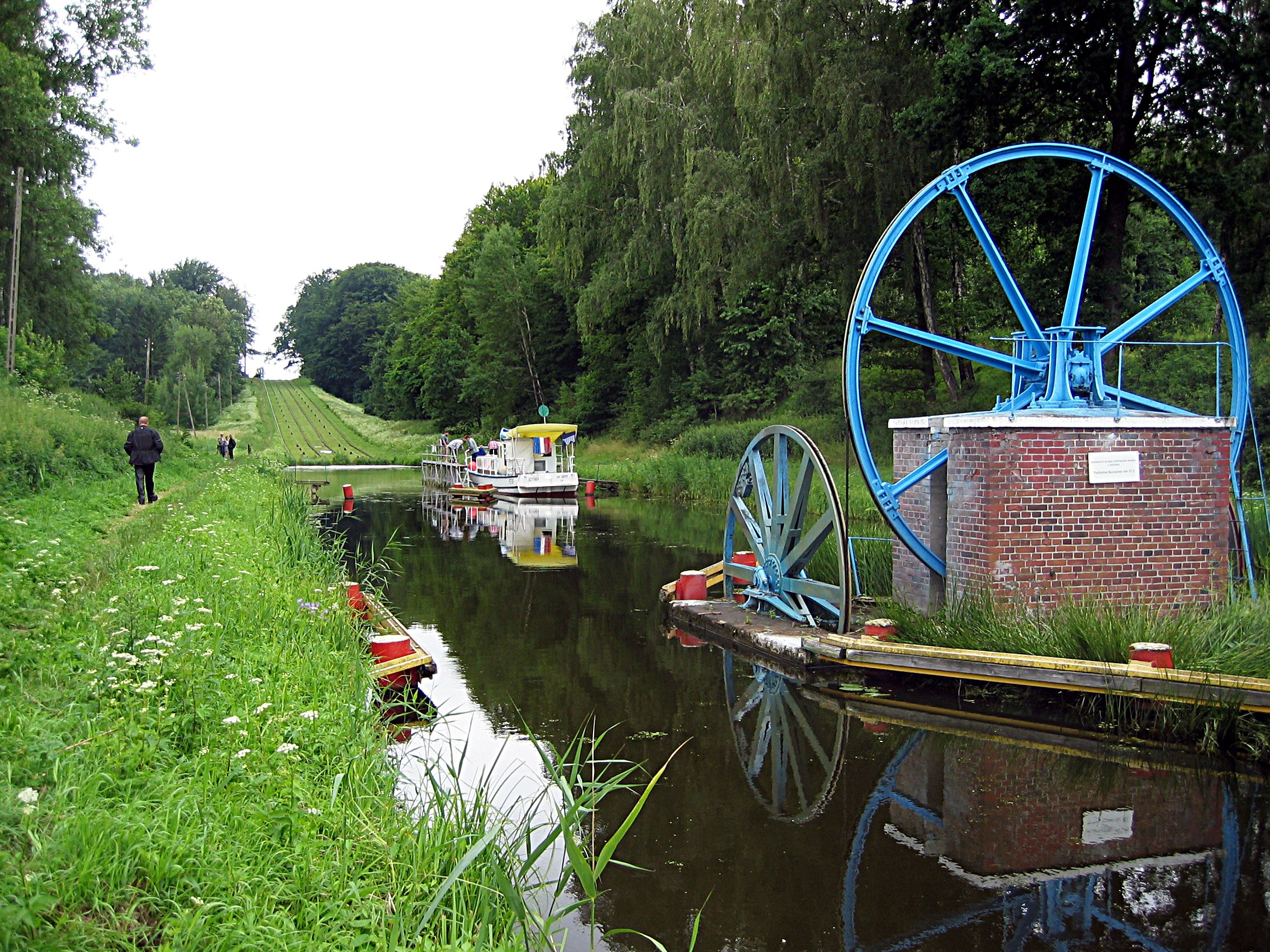
قناة إلبلاسكي في بولندا.

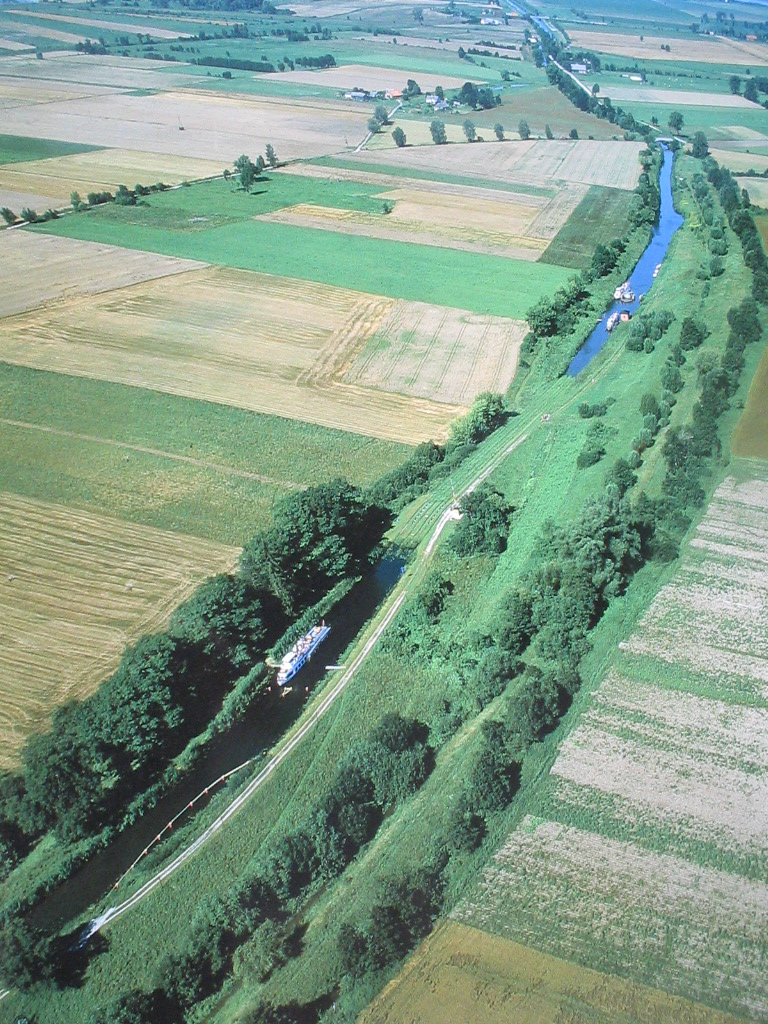
صورة من الطائرة تبين أحد "جبال الجر " على القناة.

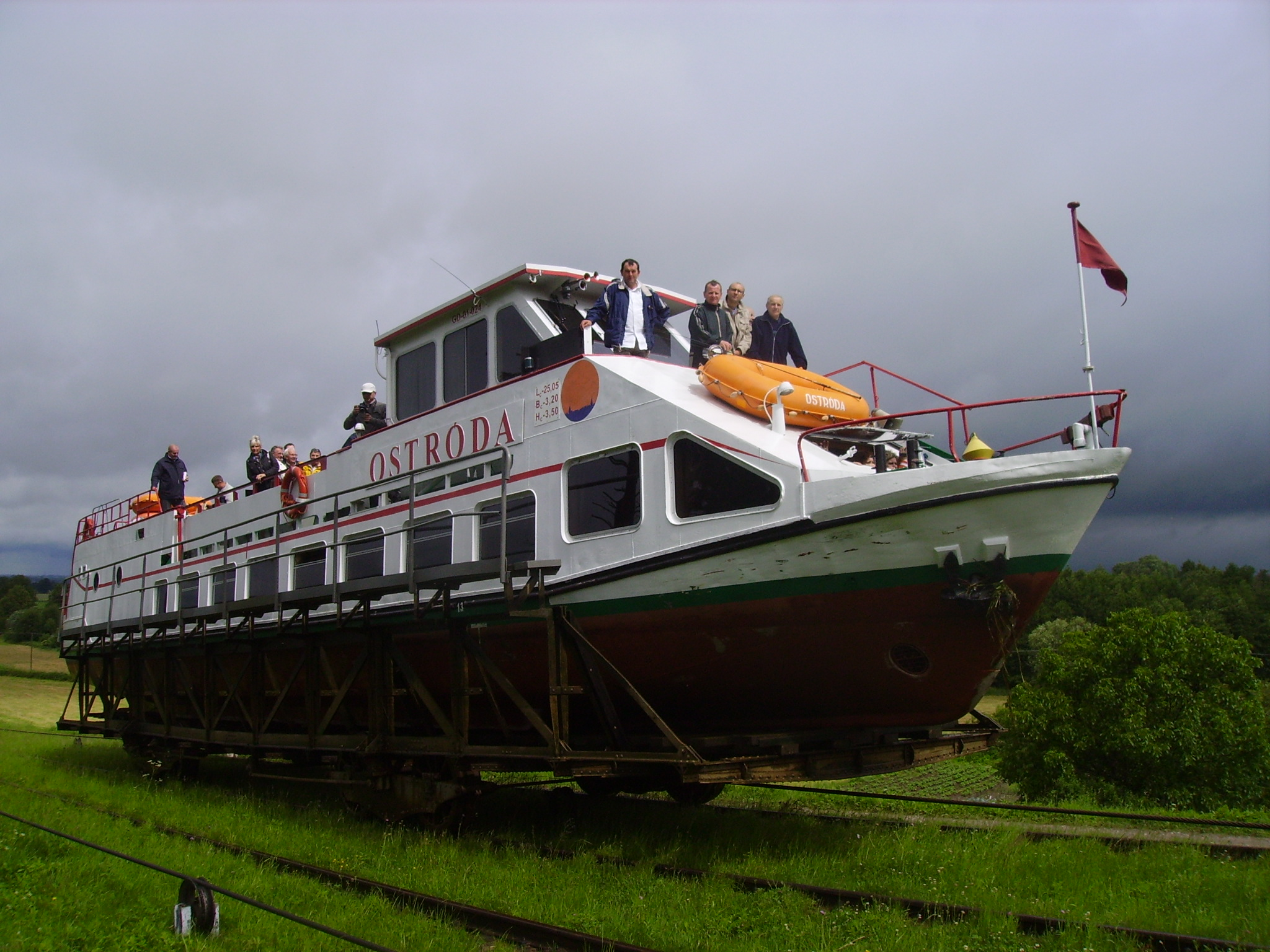
السفينة Ostróda على المركبة الحاملة

قناة إلبلاج (بالإنجليزية: Elbląg canal) و (بالبولندية: Kanał Elbląski) هي قناة في بولندا تسمى أيضا «أوبرلاند كانال» بمعنى «قناة فوق الأرض»، حيث أنها تربط بين مدينتي إلبينغ وأوسترودة، وتمر في منطقة تعلو في بعض المواقع وتنخفض في أخرى. قام ببنائها المهندس الملكي الألماني «جيورغ ستينكه» في الأعوام 1844 إلى 1860 بأمر من ملك بروسيا في ذلك الحين.
تتميز قناة إلبلاج بمرورها على عدة ما يسمى «جبال جر» حيث تتغلب المراكب على الارتفاعات المختلفة لمستويات المياه لها البالغة 99 متر بأن تجر المراكب على قضبان تشبه قضبان السكة الحديد على المرتفعات الفاصلة. بعد عبور المركب لكل جبل على قضبان تصل إلى الماء في الجزء التالي من القناة وتسير في الماء كالمعتاد.
تعين كابلات على جر المركب على القضبان وهي تعمل بواسطة سواقي الماء. يعتبر نظام قناة إلباسكي من الثروات التقنية وهي تقع تحت قانون الحفاظ على التراث.>
توصل  قناة إلباسكي  بين عدة بحيرات في بروسيا الشرقية من مدينة إلاوا البولندية حاليا وأوستروده وحتى نهر إلبلاج. يصل طول قناة إلبلاج 130 كيلومتر، حيث يبلغ طول جزئها إلبلاج-أوسروده الواقع على الجبال نحو 82 كيلومتر.

## صور

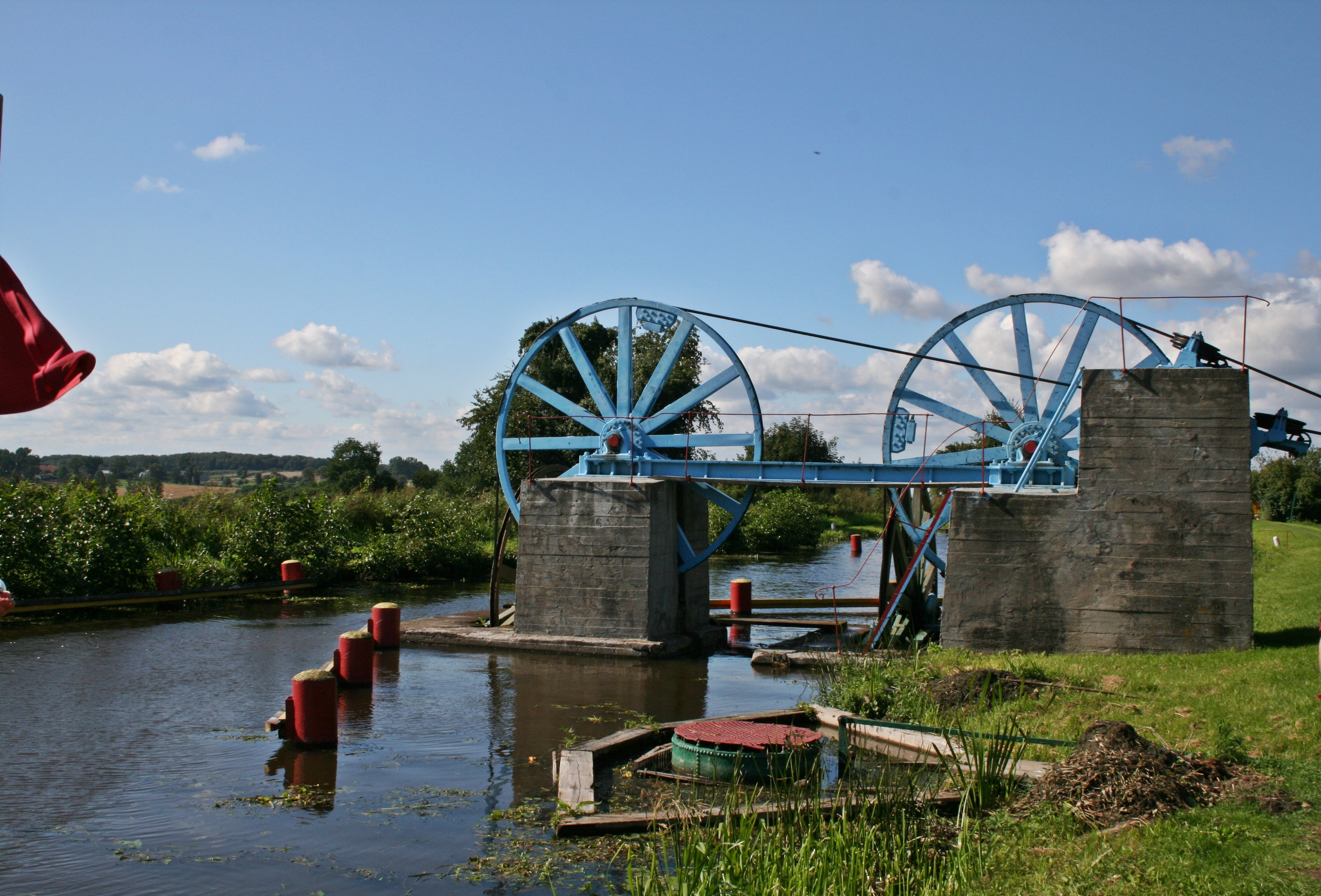
حبال الشد الفولاذية
قناة إلبلاسكيي
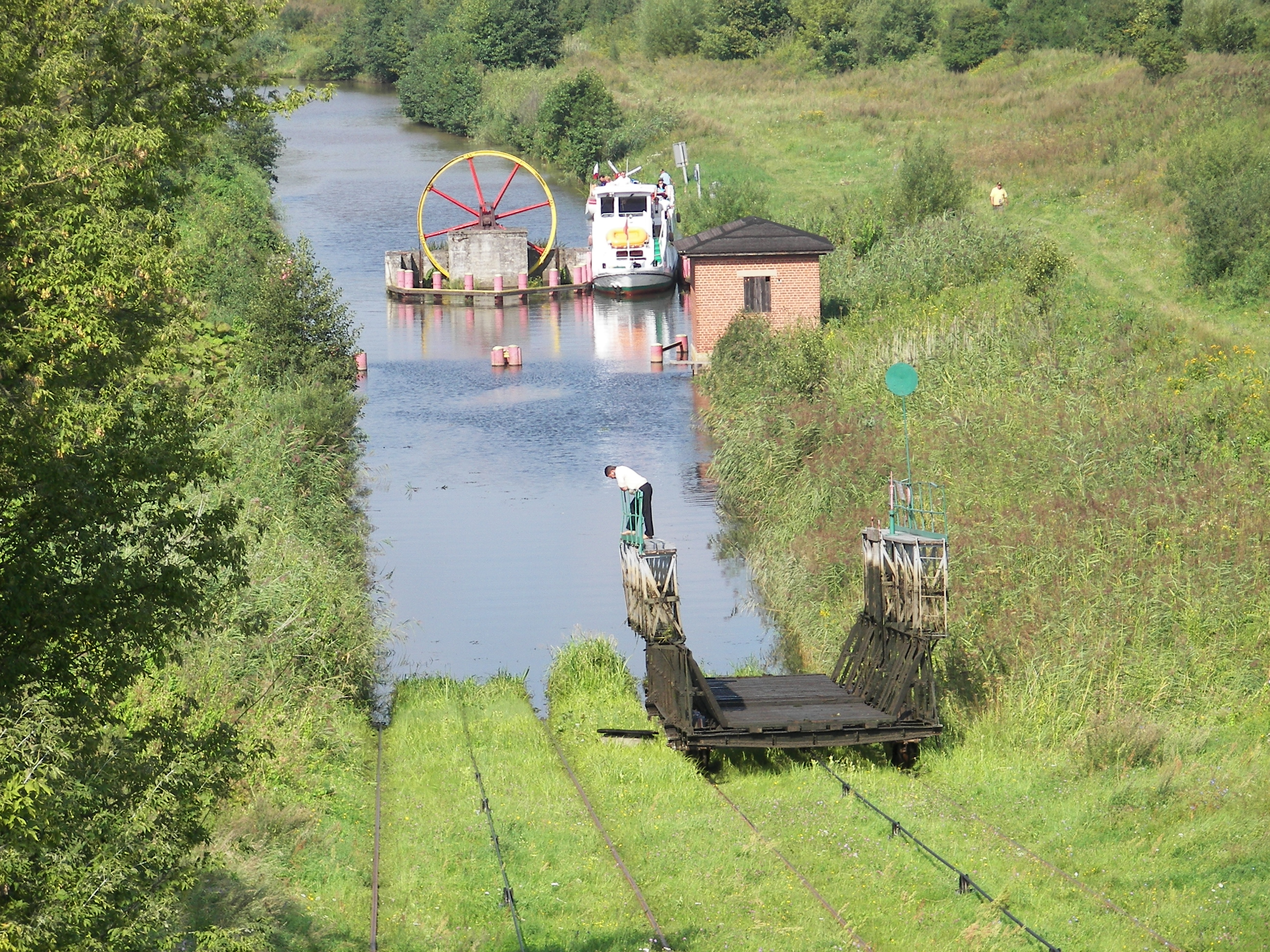

## وصلات خارجية
- Official webpage
- An Overland Canal Some old photos of the lift from 1937
- Photo gallery of the canal
- Warsaw Voice article
- A trip on the Elbląg Canal described by مايكل بالين

## اقرأ أيضاً
- قائمة مشاريع عملاقة
- قناة السويس
- قناة كيل
- هويس رافع لونيبورغ
- قناة بنما